# Fenformin
Phenformin je antidijabetesni lek iz biguanidne klase. On je bio u prodaji, ali je povučen sa tržišta tokom 1970-tih zbog povišenog rizika od laktacidoze, koja je fatalna u 50% slučajeva.
Phenformin je otkriven 1957. Klinička ispitivanja su počela 1958. i ustanovljeno je da je efektivan, ali da uzrokuje gastrointestinalne nuspojave.

## Spoljašnje veze
|  | Molimo Vas, obratite pažnju na važno upozorenje u vezi sa temama iz oblasti medicine (zdravlja). |